# Varga Zoltán (labdarúgó, 1983)
Varga Zoltán (Budapest, 1983. március 2. –) az FTC-ben kezdte pályafutását, ahol nagyon tehetségesnek tartották, és már korán, 18 éves korában bemutatkozhatott az élvonalban. Gyermekként több csapatban is megfordult, majd megjárta az ifi válogatott minden korosztályát.

## Sikerei, díjai
- Magyar bajnokság
  - bajnok: 2008–09